# Dalton (Minnesota)
Dalton es una ciudad ubicada en el condado de Otter Tail en el estado estadounidense de Minnesota. En el Censo de 2010 tenía una población de 253 habitantes y una densidad poblacional de 419,24 personas por km².

## Geografía
Dalton se encuentra ubicada en las coordenadas 46°10′26″N 95°54′56″O / 46.17389, -95.91556. Según la Oficina del Censo de los Estados Unidos, Dalton tiene una superficie total de 0.6 km², de la cual 0.6 km² corresponden a tierra firme y (0%) 0 km² es agua.

## Demografía
Según el censo de 2010, había 253 personas residiendo en Dalton. La densidad de población era de 419,24 hab./km². De los 253 habitantes, Dalton estaba compuesto por el 98.81% blancos, el 0% eran afroamericanos, el 0% eran amerindios, el 0.4% eran asiáticos, el 0% eran isleños del Pacífico, el 0% eran de otras razas y el 0.79% pertenecían a dos o más razas. Del total de la población el 0.79% eran hispanos o latinos de cualquier raza.